# 작은갈색관박쥐
작은갈색관박쥐(Rhinolophus stheno)는 관박쥐과에 속하는 박쥐의 일종이다. 인도네시아와 라오스, 말레이시아, 태국, 베트남에서 발견된다.

## 특징
작은 박쥐로 몸길이는 54~58mm, 전완장은 42~48mm, 꼬리 길이는 15~21mm이다. 발 길이는 8.5~9.2mm이고 귀 길이는 15~22mm, 몸무게는 최대 10.5g이다. 등 쪽은 연하고 누르스름한 갈색 바탕에 불그스레한 갈색인 반면에 배 쪽은 좀 더 밝은 색을 띤다. 귀는 작다. 잎코는 긴 창 모양을 띤다.

## 생태
개별적으로 무리를 짓거나 최대 1,200마리까지 무리를 지어 동굴 속이나 나무 구멍 속에 생활한다. 먹이는 곤충이다. 2월과 4월 사이에 임신한 암컷이 포획된다.

## 분포 및 서식지
인도차이나와 수마트라섬]]과 자와섬에 널리 분포한다. 해발 최대 1,000m 이내의 건조한 상록수림과 활엽수림, 딥테로카르푸스 숲에서 서식한다.

## 아종
2종의 아종이 알려져 있다.
- R. s. stheno - 태국반도, 말레이반도, 수마트라섬, 자와섬
- R. s. microglobosus (Csorba & Jenkins, 1998) - 미얀마, 태국 본토, 라오스, 베트남